# Yokosuka-Marineluftgeschwader
Das Yokosuka-Marineluftgeschwader (japanisch 横須賀海軍航空隊 Yokosuka Kaigun Kōkūtai, englisch Yokosuka Naval Air Group (Yokosuka NAG)) war ein Verband der Kaiserlich Japanischen Marineluftstreitkräfte, der von 1916 bis 1945 bestand und während des Zweiten Weltkrieges zum Einsatz kam.

## Geschichte
Mit dem 1912 gegründet Naval Aviation Technique Research Committee wurde die Grundlage der Marinefliegerei in Japan gelegt. Mit dem Beginn des Baus von Flugzeugen und der Ausbildung von Besatzungen 1916 wurde daher die Entscheidung getroffen drei militärische Verbände aufzustellen. Daher wurde am 1. April 1916, in Oppama einem Stadtteil von Yokosuka (Präfektur Kanagawa), das  Yokosuka-Marineluftgeschwader aufgestellt. Dieser Verband war als Nachfolgeeinrichtung des Naval Aviation Technique Research Committee für die Ausbildung bzw. Schulung von Luftfahrzeugbesatzungen und Erprobung neuer Flugzeugmuster verantwortlich.
Beim Großen Kantō-Erdbeben vom 1. September 1923 wurde die Einrichtung stark in Mitleidenschaft gezogen. Zum 1. Juni 1930 trat der erste Jahrgang von Flugschülern ihren Dienst zur Basisschulung in Yokosuka an, welche von dort an bis 1939 am Standort durchgeführt wurde. Um 1932 gründete der im Verband als Ausbilder tätige Genda Minoru eine Kunstflugstaffel (Gendas Zirkus) die dazu diente, die Marineluftstreitkräfte in der Öffentlichkeit bekannt zu machen.
Nach Beginn des Pazifikkrieges wurde der Verband weiterhin für Ausbildungs- und Erprobungsaufgaben verwendet und erst ab Februar 1944 für Kampfeinsätze. Für die Operation A-gō wurden große Teile des Geschwaders mit Einheiten der 27. Luftflottille am 15. Juni 1944 zum Hachiman-Verband vereinigt. Zu dieser Zeit verfügte das Geschwader über 96 einmotorige und 12 zweimotorige Jagdflugzeuge. Von diesen wurden 51 Mitsubishi A6M „Zero“ und 5  Nakajima J1N „Gekkō“ unter der Führung von Kaigun-shōsa (Korvettenkapitän) Nakajima Tadashi nach Iwojima verlegt. Infolge intensiver Luftkämpfe und feindlicher Luftangriffe gingen bis zum 4. Juli 1944 alle Flugzeuge verloren. Daraufhin kehrten die meisten Geschwaderangehörigen  ab dem 6. Juli 1944 nach Yokosuka zurück. Auf der Insel verbliebenes Personal wurde ab Mitte Februar 1945 in der Schlacht um Iwojima zusammen mit der Inselgarnison aufgerieben. Das Geschwader war anschließend bis Kriegsende an der Luftverteidigung der japanischen Hauptinseln beteiligt.

## Geschwaderkommodore
| Nr. | Dienstgrad und Name                 | Amtszeit            | Amtszeit           |
| Nr. | Dienstgrad und Name                 | Beginn der Amtszeit | Ende der Amtszeit  |
| --- | ----------------------------------- | ------------------- | ------------------ |
| 1.  | Kapitän zur See Yamauchi Shiro      | 1. April 1916       | 1. Dezember 1917   |
| 2.  | Kapitän zur See Harada Masaku       | 1. Dezember 1917    | 1. Juli 1919       |
| 3.  | Konteradmiral Kiyukaze Yoshida      | 1. Juli 1919        | 1. Dezember 1919   |
| 4.  | Kapitän zur See Tajiri Yuji         | 12. November 1920   | 1. November 1922   |
| 5.  | Kapitän zur See Marubashi Seiichiro | 1. November 1922    | 1. Dezember 1923   |
| 6.  | Kapitän zur See Inoue Shiro         | 1. Dezember 1923    | 1. Dezember 1924   |
| 7.  | Fregattenkapitän Ichikawa Daijiro   | 1. Dezember 1924    | 1. November 1927   |
| 8.  | Kapitän zur See Wada Hideho         | 1. November 1927    | 30. November 1929  |
| 9.  | Kapitän zur See Hara Gorō           | 30. November 1929   | 2. April 1931      |
| 10. | Kapitän zur See Yamada Tadoji       | 2. April 1931       | 15. November 1932  |
| 11. | Kapitän zur See Onishi Jiro         | 15. November 1932   | 15. November 1934  |
| 12. | Kapitän zur See Sugiyama Toshiro    | 15. November 1934   | 1. Dezember 1936   |
| 13. | Kapitän zur See Miami Sadazo        | 1. Dezember 1936    | 11. Juli 1937      |
| 14. | Kapitän zur See Torao Kuwahara      | 25. Dezember 1937   | 15. November 1938  |
| 15. | Konteradmiral Tozuka Michitarō      | 15. November 1938   | 20. Oktober 1939   |
| 16. | Konteradmiral Kuwahara Torao        | 15. Januar 1940     | 15. November 1940  |
| 17. | Kapitän zur See Ueno Keizo          | 15. November 1940   | 17. November 1942  |
| 18. | Konteradmiral Kusaka Ryūnosuke      | 23. November 1942   | 20. November 1943  |
| 19. | Konteradmiral Yamada Sadayoshi      | 6. Dezember 1943    | 15. März 1944      |
| 20. | Vizeadmiral Kira Shunichi           | 15. März 1944       | 10. Juli 1944      |
| 21. | Konteradmiral Hattori Katsuji       | 10. Juli 1944       | 29. September 1944 |
| 22. | Kapitän zur See Kato Tadao          | 29. September 1944  | 20. März 1945      |
| 23. | Konteradmiral Matsuda Chiaki        | 20. März 1945       | 1. November 1945   |